# Collinsia spetsbergensis
Collinsia spetsbergensis – gatunek pająka z rodziny osnuwikowatych, zamieszkujący północną Holarktykę.

## Opis
Długość ciała samic wynosi od 2 do 2,4 mm, a samców – od 1,8 do 2 mm. 

## Występowanie
Gatunek arktyczny. Występuje w północnej Ameryce Północnej i północnej Europie, gdzie wykazany został w północnej Rosji, Norwegii, Szwecji, Islandii, Svalbardu, Jan Mayen i Ziemi Franciszka Józefa.